# Kirpal Singh
Pour les articles homonymes, voir Singh.
Kirpal Singh (6 février 1894 à Sayyad Kasran - 21 août 1974) est un mystique indien.

## Biographie
Kirpal Singh naît le 6 février 1894 à Sayyad Kasran, un village rural situé dans le Pendjab (à l'époque en Inde, aujourd'hui au Pakistan),. Son père est Hukam Singh et sa mère est Gulab Devi.
Kirpal Singh étudie à l'Edwards Church Mission High School à Peshawar.
En juin 1951, il fonde le Sawan Ashram à Shakti Nagar, à Delhi.
En 1974 il organise à Delhi une grande conférence pour l'Unité de l'homme auquel participent plus de 50000 personnes.
Il contribue à la diffusion des enseignements de Sant Mat en Inde et dans le monde entier.